# Cherry Valentine
George Ward (30 novembre 1993 – 18 septembre 2022), plus connue sous le nom de scène de Cherry Valentine, est une drag queen anglaise et une infirmière en santé mentale qui a participé à la deuxième série de l'émission de télévision RuPaul's Drag Race UK. Élevée dans une communauté Romanichel, elle est considérée comme la première candidate de la franchise Drag Race à reconnaître son héritage rom. En 2022, elle parle de ses origines dans le documentaire de la BBC, Cherry Valentine: Gypsy Queen and Proud (en) et dans un épisode de la série documentaire God Shave the Queens (en). Après son suicide, en 2022, un concert commémoratif et une collecte de fonds sont organisés au Clapham Grand de Londres.